# End of the Road World Tour
L'End of the Road World Tour è il tour finale del gruppo statunitense Kiss. La prima data del tour ha avuto luogo il 31 gennaio 2019 alla Rogers Arena di Vancouver e l'ultima il 2 dicembre 2023 al Madison Square Garden di New York.

## Antefatti

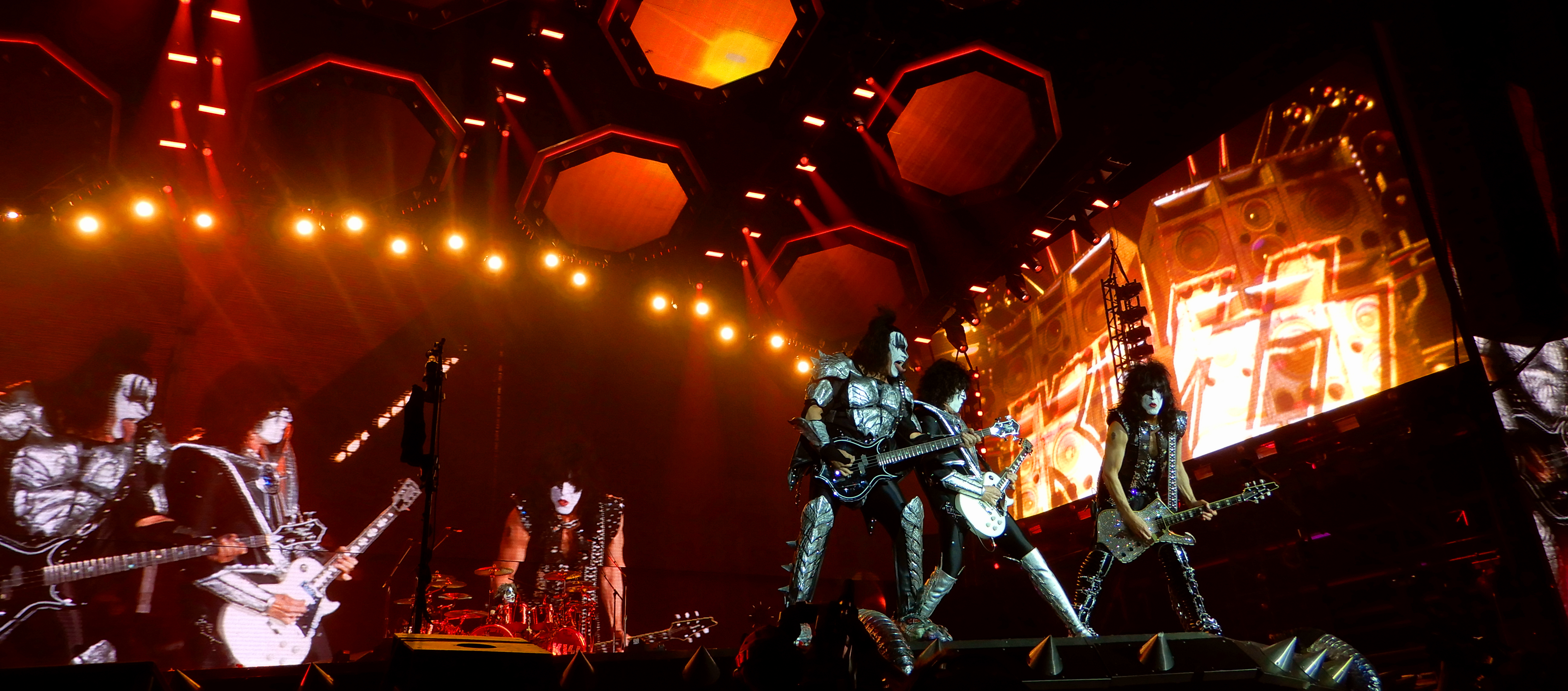
i Kiss in concerto all'Hellfest, nel 2019

Il tour venne annunciato il 19 settembre 2018, dopo un'esibizione della band con la canzone Detroit Rock City, nel programma televisivo America's Got Talent. Le date furono ufficialmente annunciate per Nord America, Europa e Oceania il 30 ottobre. Il pittore David Garibaldi aprì per i Kiss durante le tappe nordamericane ed europee del 2019. L'ex cantante dei Van Halen, David Lee Roth, fu successivamente annunciato come artista d'apertura della tappa nordamericana del 2020. A causa della pandemia di COVID-19, la maggior parte degli spettacoli, che sarebbero dovuti svolgersi nel 2020, furono rinviati al 2021.
Poco dopo la band annunciò che, il 20 novembre 2020, si sarebbe esibita in un esclusivo spettacolo, in live streaming, per festeggiare il Capodanno del 2020. Quest'evento è stato prodotto dalla City Drive Studios e diretto da Daniel Catullo. Il concerto pay-per-view faceva parte della Landmarks Live Series e fu filmato con oltre cinquanta telecamere 4K con vista a 360 gradi su un palco di 76,2 metri presso il The Royal Beach, all'Hotel Atlantis, a Dubai. La performance ha battuto due Guinness World Records: uno per la più alta proiezione di fiamme in un concerto musicale e per il maggior numero di proiezioni di fiamme lanciate contemporaneamente. L'11 giugno 2021, dopo la prima del documentario della band, Biography: Kisstory, al Tribeca Film Festival, la band eseguì un set di cinque canzoni al Battery Park di New York.

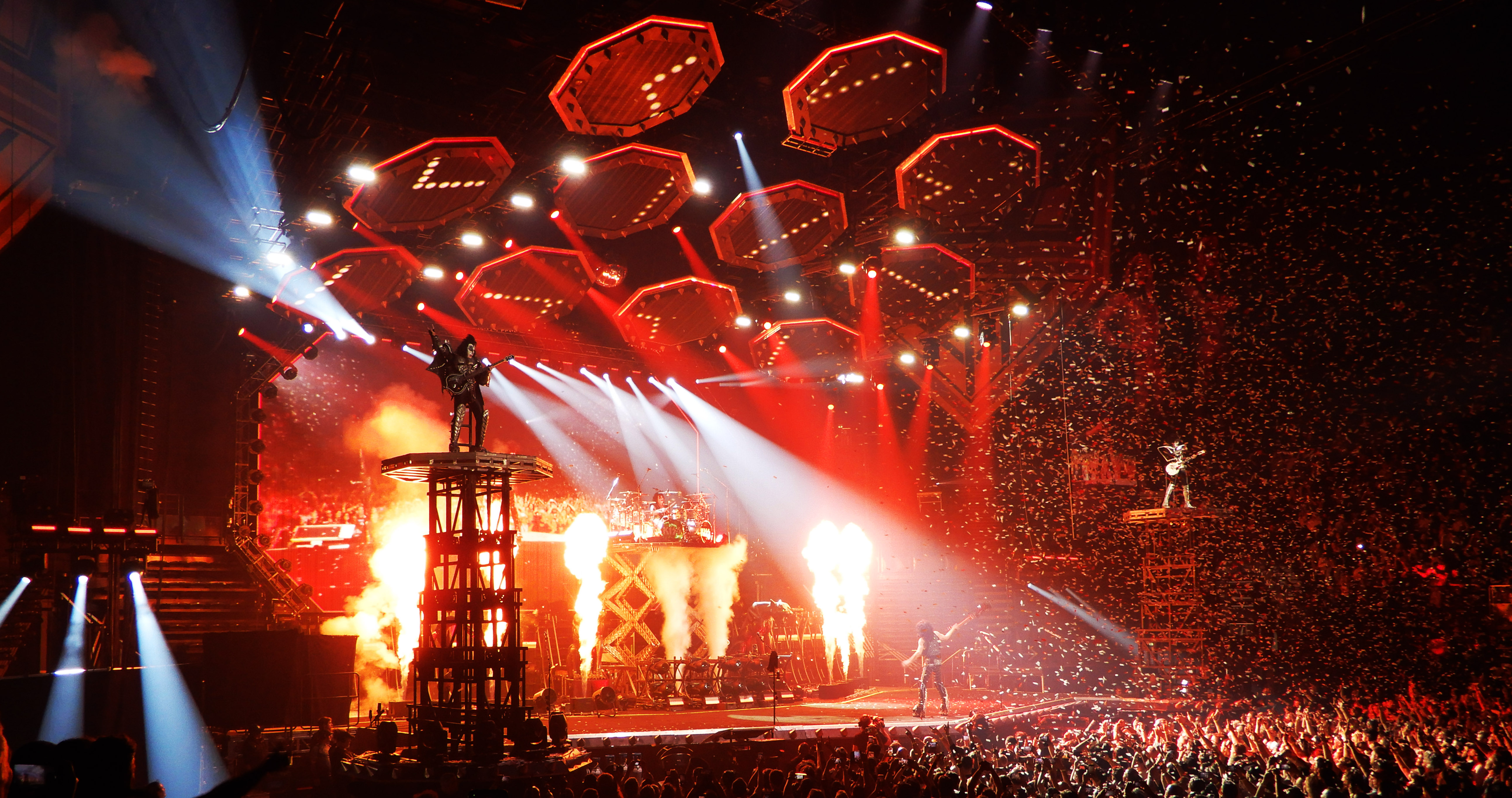
I Kiss in concerto a Parigi, il 7 giugno 2022

In un'intervista dell'ottobre 2021, Stanley dichiarò che il concerto finale dei Kiss avrebbe avuto luogo all'inizio del 2023: 
 La band, successivamente, si esibì per l'annuale Kiss Kruise, che si sarebbe svolta da ottobre a novembre 2022, quella fu anche l'ultima volta che si esibirono in una crociera.
Oltre ad aggiungere altre 100 città in tournée nel 2023, Simmons dichiarò che avrebbe continuato a lavorare con il ristorante rock americano Rock & Brews e ad esibirsi con la sua band solista quando questo tour si sarebbe concluso. In seguito affermò che la band si sarebbe ritirata per rispetto di sé e amore per i fan e che si sarebbe molto emozionato durante l'esibizione finale che si presumeva avrebbe avuto luogo intorno al 2024, anche se il manager della band Doc McGhee insistette sul fatto che lo spettacolo finale della band avrebbe avuto luogo "sicuramente" nel 2023. Successivamente la band confermò quanto detto da quest'ultimo, ovvero che lo spettacolo finale che si sarebbe tenuto a New York, annunciando ciò in un'intervista concessa all'Howard Stern Show, il 1º marzo 2023.

Nel programma del tour finale della band, sia Stanley che Simmons hanno commentato: 
(Paul Stanley, 2019)
(Gene Simmons, 2019)

## Recensioni

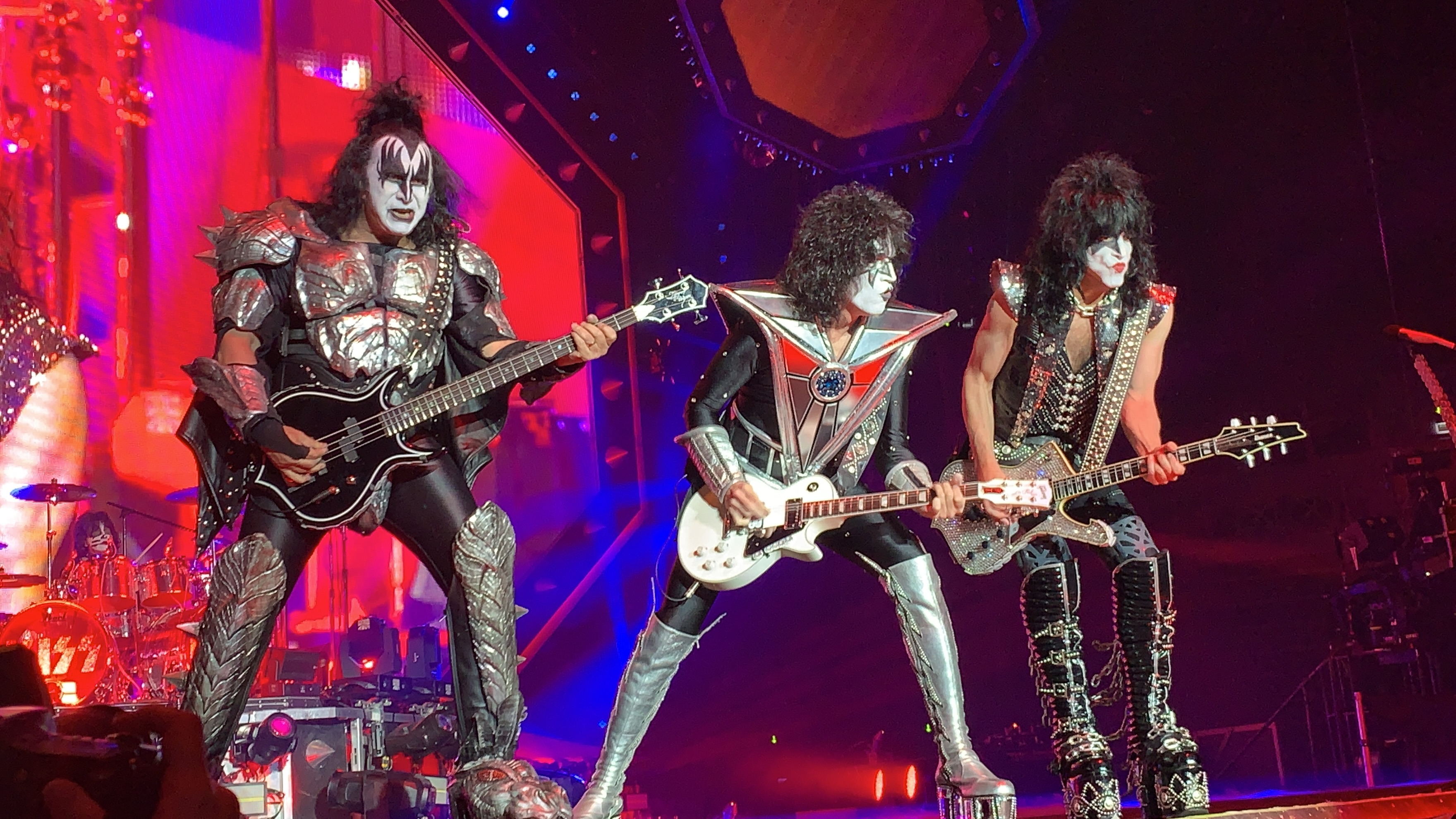
I Kiss mentre si esibiscono a Cracovia, in Polonia, il 18 giugno 2019

Stuart Derdeyn, giornalista del Vancouver Sun, che partecipò al primo spettacolo del tour a Vancouver, diede una recensione positiva, affermando che: "Dopo essere stato trattato con un trio di brani di apertura che includeva Detroit Rock City, Shout It Out Loud e Deuce abbelliti con tutta la pirotecnica che altre band potrebbero usare per un intero spettacolo, la folla alla serata del primo show del tour della band era proprio nel punto giusto poiché il quartetto di New York è sempre stato in grado di mostrare quel tipo di spettacolo."

Chris Jordan dell'Asbury Park Press, che assistette allo spettacolo al Madison Square Garden il 27 marzo 2019, diede al concerto una recensione positiva. Notò la grande quantità di energia che aveva la band, oltre a lodare la quantità di esplosioni, sputafuoco e piattaforme alzate. Il giornalista ha chiuso la recensione, affermando: "Quando la band è arrivata a Rock And Roll All Nite, con uno scoppio di coriandoli per chiudere lo spettacolo, era evidente. Eri scosso".
Nikki O'Neill, del Chicago Tribune, che assistette allo spettacolo a Chicago, dichiarò: "Lo spettacolo di sabato è stato offerto da una band musicalmente unita e priva di drammi. Il membro originale Paul Stanley in particolare sembrava divertirsi sul palco, spesso lasciandosi sorridere attraverso il suo trucco da "Starchild", rivolgendosi alla folla con la sua inconfondibile voce da palcoscenico, che può essere meglio descritta come un mix di predicatore rock 'n' roll del sud e drag queen infuocata. pirotecnici, direbbe la band - non c'è un momento di noia o di morte quando i Kiss hanno offerto al pubblico un riassunto dal vivo della loro carriera, con 20 canzoni che rappresentano l'era classica degli anni '70 e gli anni '80 senza trucco, eseguendo solo una canzone degli anni '90 e uno del 2009 con la formazione attuale."

### Accuse per l'utilizzo di una base musicale
Durante la prima tappa del tour, la band è stata inizialmente accusata dai fan di sincronizzare il labiale (o lip sync) e di utilizzare tracce di accompagnamento durante le loro esibizioni.

## Artisti d'apertura
- David Garibaldi = 1[26][27]
- The New Roses = 2[28][29][30]
- David Lee Roth = 3[31][32]
- Frank's White Canvas = 4[33][34][35]
- Carlos Catoni = 5[36][37]
- Arde La Sangre = 6[38][39][40]
- The Last Internationale = 7[41][42][43][44][45][46][47]
- Shiraz Lane = 8[48][49][50]
- Mammoth WVH = 9[51]
- Wolfmother = 10[52][53]
- Tumbleweed = 11[54][55]
- Mulga Bore Hard Rock = 12[54][56]
- Sepultura = 13[57][58][59]
- Skindred = 14[60][61][62]
- The Wild Things = 15[60][63]
- In Extremo = 16[64][65][66]
- Skid Row = 17[64][67]
- The Darkness = 18[68][69][70]
- Eagles of Death Metal = 19[68][69][70]
- Fangst = 20[68][70]
- Weezer = 21[71]
- Regurgitator = 22[71]
- The Delta Riggs = 23[71]
- Crown Lands = 24[72][73][74][75]
- Nestor = 25[76]

## Date e tappe

### Date del tour
| Data              | Città                | Stato               | Luogo                                   | Artisti d'apertura | Biglietti venduti / Biglietti disponibili | Incasso      |
| Nord America      | Nord America         | Nord America        | Nord America                            | Nord America       | Nord America                              | Nord America |
| ----------------- | -------------------- | ------------------- | --------------------------------------- | ------------------ | ----------------------------------------- | ------------ |
| 31 gennaio 2019   | Vancouver            | Canada              | Rogers Arena                            | 1                  | 13 373 / 13 373                           | $1 551 414   |
| 1º febbraio 2019  | Portland             | Stati Uniti         | Moda Center                             | 1                  | 12 821 / 13 543                           | $1 442 984   |
| 2 febbraio 2019   | Tacoma               | Stati Uniti         | Tacoma Dome                             | 1                  | 14 191 / 14 659                           | $1 464 975   |
| 4 febbraio 2019   | Spokane              | Stati Uniti         | Spokane Arena                           | 1                  | 7 241 / 7 241                             | $634 166     |
| 7 febbraio 2019   | San Diego            | Stati Uniti         | Viejas Arena                            | 1                  | 7 521 / 7 825                             | $876 677     |
| 8 febbraio 2019   | Fresno               | Stati Uniti         | Save Mart Center                        | 1                  | 9 847 / 10 802                            | $1 014 452   |
| 9 febbraio 2019   | Sacramento           | Stati Uniti         | Golden 1 Center                         | 1                  | 12 479 / 12 479                           | $1 444 937   |
| 12 febbraio 2019  | Anaheim              | Stati Uniti         | Honda Center                            | 1                  | 10 364 / 13 632                           | $1 210 215   |
| 13 febbraio 2019  | Glendale             | Stati Uniti         | Gila River Arena                        | 1                  | 9 068 / 15 000                            | $1 223 363   |
| 15 febbraio 2019  | Las Vegas            | Stati Uniti         | T-Mobile Arena                          | 1                  | 13 854 / 14 468                           | $1 442 534   |
| 16 febbraio 2019  | Inglewood            | Stati Uniti         | The Forum                               | 1                  | 13 660 / 13 660                           | $1 769 872   |
| 19 febbraio 2019  | Corpus Christi       | Stati Uniti         | American Bank Center Arena              | 1                  | 7 810 / 8 170                             | $1 053 036   |
| 20 febbraio 2019  | Dallas               | Stati Uniti         | American Airlines Center                | 1                  | 12 033 / 12 737                           | $1 611 304   |
| 22 febbraio 2019  | New Orleans          | Stati Uniti         | Smoothie King Center                    | 1                  | 10 677 / 10 677                           | $1 328 420   |
| 23 febbraio 2019  | Memphis              | Stati Uniti         | FedExForum                              | 1                  | 12 047 / 12 950                           | $1 404 952   |
| 26 febbraio 2019  | Oklahoma City        | Stati Uniti         | Chesapeake Energy Arena                 | 1                  | 11 501 / 11 501                           | $1 322 069   |
| 27 febbraio 2019  | Kansas City          | Stati Uniti         | Sprint Center                           | 1                  | 10 842 / 12 256                           | $1 152 061   |
| 1º marzo 2019     | Milwaukee            | Stati Uniti         | Fiserv Forum                            | 1                  | 9 663 / 9 663                             | $1 185 069   |
| 2 marzo 2019      | Chicago              | Stati Uniti         | United Center                           | 1                  | 13 917 / 13 917                           | $1 769 254   |
| 4 marzo 2019      | Minneapolis          | Stati Uniti         | Target Center                           | 1                  | 11 020 / 11 321                           | $1 405 117   |
| 6 marzo 2019      | Sioux Falls          | Stati Uniti         | Denny Sanford Premier Center            | 1                  | 9 284 / 10 458                            | $948 546     |
| 7 marzo 2019      | Omaha                | Stati Uniti         | CHI Health Center Omaha                 | 1                  | 12 730 / 12 730                           | $1 101 669   |
| 9 marzo 2019      | Grand Rapids         | Stati Uniti         | Van Andel Arena                         | 1                  | 10 553 / 10 553                           | $1 257 123   |
| 10 marzo 2019     | Moline               | Stati Uniti         | TaxSlayer Center                        | 1                  | 9 599 / 9 599                             | $1 038 855   |
| 12 marzo 2019     | Louisville           | Stati Uniti         | KFC Yum! Center                         | 1                  | 14 638 / 14 638                           | $1 444 057   |
| 13 marzo 2019     | Detroit              | Stati Uniti         | Little Caesars Arena                    | 1                  | 13 159 / 13 791                           | $1 558 645   |
| 16 marzo 2019     | Columbus             | Stati Uniti         | Nationwide Arena                        | 1                  | 14 241 / 14 241                           | $1 848 999   |
| 17 marzo 2019     | Cleveland            | Stati Uniti         | Quicken Loans Arena                     | 1                  | 12 307 / 12 307                           | $1 404 793   |
| 19 marzo 2019     | Montréal             | Canada              | Bell Centre                             | 1                  | 14 207 / 14 756                           | $1 214 421   |
| 20 marzo 2019     | Toronto              | Canada              | Scotiabank Arena\|                      | 1                  | 14 078 / 14 078                           | $1 170 196   |
| 22 marzo 2019     | Uniondale            | Stati Uniti         | Nassau Veterans Memorial Coliseum       | 1                  | 10 368 / 10 368                           | $1 432 295   |
| 23 marzo 2019     | Uncasville           | Stati Uniti         | Mohegan Sun Arena                       | 1                  | 7 254 / 7 254                             | $969 342     |
| 26 marzo 2019     | Boston               | Stati Uniti         | TD Garden                               | 1                  | 16 843 / 16 843                           | $1 569 234   |
| 27 marzo 2019     | New York             | Stati Uniti         | Madison Square Garden                   | 1                  | 13 359 / 13 359                           | $1 730 755   |
| 29 marzo 2019     | Filadelfia           | Stati Uniti         | Wells Fargo Center                      | 1                  | 14 530 / 14 530                           | $1 586 959   |
| 30 marzo 2019     | Pittsburgh           | Stati Uniti         | PPG Paints Arena                        | 1                  | 13 486 / 13 486                           | $1 560 111   |
| 2 aprile 2019     | Québec               | Canada              | Videotron Centre                        | 1                  | 13 142 / 13 142                           | $1 074 865   |
| 3 aprile 2019     | Ottawa               | Canada              | Canadian Tire Centre                    | 1                  | 11 315 / 11 315                           | $1 050 517   |
| 6 aprile 2019     | Raleigh              | Stati Uniti         | PNC Arena                               | 1                  | 13 076 / 13 076                           | $1 756 574   |
| 7 aprile 2019     | Atlanta              | Stati Uniti         | State Farm Arena                        | 1                  | 6 945 / 6 945                             | $1 324 454   |
| 9 aprile 2019     | Nashville            | Stati Uniti         | Bridgestone Arena                       | 1                  | 13 759 / 13 759                           | $1 590 796   |
| 11 aprile 2019    | Tampa                | Stati Uniti         | Amalie Arena                            | 1                  | 13 509 / 13 509                           | $1 654 566   |
| 12 aprile 2019    | Jacksonville         | Stati Uniti         | VyStar Veterans Memorial Arena          | 1                  | 11 225 / 11 225                           | $1 277 895   |
| 13 aprile 2019    | Birmingham           | Stati Uniti         | Legacy Arena                            | 1                  | 12 788 / 12 788                           | $1 560 015   |
| 3 maggio 2019     | Città del Messico    | Messico             | Domination Festival                     | 1                  | N.D.                                      | N.D.         |
| Europa            |                      |                     |                                         |                    |                                           |              |
| 27 maggio 2019    | Lipsia               | Germania            | Arena Leipzig                           |                    | ~10 000 / 12 000                          | —            |
| 29 maggio 2019    | Vienna               | Austria             | Wiener Stadthalle                       |                    | ~15 000 / 16 152                          | —            |
| 31 maggio 2019    | Monaco di Baviera    | Germania            | Königsplatz                             |                    | —                                         | —            |
| 2 giugno 2019     | Essen                | Germania            | Stadion Essen                           |                    | ~20 000                                   | —            |
| 4 giugno 2019     | Berlino              | Germania            | Waldbühne                               |                    | 14 673 / 22 290                           | $1 393 935   |
| 5 giugno 2019     | Hannover             | Germania            | Expo-Plaza                              |                    | ~14 000 / 14 000                          | —            |
| 7 giugno 2019     | Sölvesborg           | Svezia              | Sweden Rock Festival                    |                    | N.D.                                      | N.D.         |
| 9 giugno 2019     | Hyvinkää             | Finlandia           | Rockfest                                |                    | N.D.                                      | N.D.         |
| 11 giugno 2019    | San Pietroburgo      | Russia              | Palazzo del ghiaccio                    |                    | —                                         | —            |
| 13 giugno 2019    | Mosca                | Russia              | VTB Arena                               |                    | —                                         | —            |
| 16 giugno 2019    | Kiev                 | Ucraina             | Stadio Olimpico                         |                    | —                                         | —            |
| 18 giugno 2019    | Cracovia             | Polonia             | Kraków Arena                            |                    | —                                         | —            |
| 19 giugno 2019    | Praga                | Repubblica Ceca     | Prague Rocks Festival                   |                    | N.D.                                      | N.D.         |
| 22 giugno 2019    | Clisson              | Francia             | Hellfest                                |                    | N.D.                                      | N.D.         |
| 23 giugno 2019    | Dessel               | Belgio              | Graspop Metal Festival                  |                    | N.D.                                      | N.D.         |
| 25 giugno 2019    | Amsterdam            | Paesi Bassi         | Ziggo Dome                              |                    | 15 182 / 15 182                           | $1 211 657   |
| 27 giugno 2019    | Oslo                 | Norvegia            | Tons of Rock                            |                    | N.D.                                      | N.D.         |
| 28 giugno 2019    | Trondheim            | Norvegia            | Trondheim Rocks                         |                    | N.D.                                      | N.D.         |
| 2 luglio 2019     | Milano               | Italia              | Ippodromo Snai San Siro                 |                    | 11 005 / 12 400                           | $1 034 121   |
| 4 luglio 2019     | Zurigo               | Svizzera            | Hallenstadion                           |                    | 13 000 / 13 000                           | $1 661 865   |
| 6 luglio 2019     | Iffezheim            | Germania            | Rennbahn                                |                    | ~14 000                                   | —            |
| 9 luglio 2019     | Birmingham           | Inghilterra         | Arena Birmingham                        |                    | 10 719 / 13 084                           | —            |
| 11 luglio 2019    | Londra               | Inghilterra         | The O2 Arena                            |                    | 15 295 / 17 586                           | $1 182 490   |
| 12 luglio 2019    | Manchester           | Inghilterra         | Manchester Arena                        |                    | 13 445 / 13 533                           | $1 037 010   |
| 14 luglio 2019    | Newcastle            | Inghilterra         | Utilita Arena                           |                    | —                                         | —            |
| 16 luglio 2019    | Glasgow              | Scozia              | The SSE Hydro                           |                    | 9 879 / 10 914                            | $826 799     |
| Nord America      |                      |                     |                                         |                    |                                           |              |
| 6 agosto 2019     | Sunrise              | Stati Uniti         | BB&T Center                             |                    | 9 490 / 9 490                             | $1 122 221   |
| 8 agosto 2019     | North Charleston     | Stati Uniti         | North Charleston Coliseum               |                    | 6 568 / 8 358                             | $896 223     |
| 10 agosto 2019    | Charlotte            | Stati Uniti         | PNC Music Pavilion                      |                    | 16 284 / 16 284                           | $1 190 369   |
| 11 agosto 2019    | Bristow              | Stati Uniti         | Jiffy Lube Live                         |                    | 12 697 / 12 697                           | $1 047 325   |
| 13 agosto 2019    | Virginia Beach       | Stati Uniti         | Veterans United Home Loans Amphitheater |                    | 11 089 / 11 089                           | $739 048     |
| 14 agosto 2019    | Newark               | Stati Uniti         | Prudential Center                       |                    | 11 135 / 11 135                           | $1 195 968   |
| 16 agosto 2019    | Montreal             | Canada              | Bell Centre                             |                    | 11 343 / 13 882                           | $1 036 380   |
| 17 agosto 2019    | Toronto              | Canada              | Scotiabank Arena                        |                    | 13 125 / 13 125                           | $1 110 403   |
| 20 agosto 2019    | Brooklyn             | Stati Uniti         | Barclays Center                         |                    | 11 566 / 11 566                           | $1 035 019   |
| 21 agosto 2019    | Hershey              | Stati Uniti         | Hersheypark Stadium                     |                    | 16 413 / 16 413                           | $1 326 697   |
| 23 agosto 2019    | Darien               | Stati Uniti         | Darien Lake Performing Arts Center      |                    | 10 515 / 10 515                           | $681 608     |
| 24 agosto 2019    | Saratoga Springs     | Stati Uniti         | Saratoga Performing Arts Center         |                    | 11 604 / 11 604                           | $811 722     |
| 27 agosto 2019    | Syracuse             | Stati Uniti         | St. Joseph's Amphitheater at Lakeview   |                    | 9 354 / 9 354                             | $598 262     |
| 29 agosto 2019    | Cincinnati           | Stati Uniti         | Riverbend Music Center                  |                    | 12 263 / 12 263                           | $1 044 762   |
| 31 agosto 2019    | Noblesville          | Stati Uniti         | Ruoff Home Mortgage Music Center        |                    | 20 898 / 20 898                           | $1 311 685   |
| 1º settembre 2019 | Maryland Heights     | Stati Uniti         | Hollywood Casino Amphitheatre           |                    | 16 695 / 16 695                           | $1 128 625   |
| 3 settembre 2019  | Des Moines           | Stati Uniti         | Wells Fargo Arena                       |                    | 8 049 / 12 799                            | $804 921     |
| 5 settembre 2019  | Little Rock          | Stati Uniti         | Verizon Arena                           |                    | 9 483 / 9 483                             | $768 520     |
| 7 settembre 2019  | Bossier City         | Stati Uniti         | CenturyLink Center                      |                    | 8 041 / 8 041                             | $872 477     |
| 8 settembre 2019  | San Antonio          | Stati Uniti         | AT&T Center                             |                    | 12 277 / 12 277                           | $1 527 656   |
| 9 settembre 2019  | Houston              | Stati Uniti         | Toyota Center                           |                    | 7 304 / 7 304                             | $967 154     |
| 11 settembre 2019 | Albuquerque          | Stati Uniti         | Isleta Amphitheater                     |                    | 12 115 / 12 115                           | $786 357     |
| 12 settembre 2019 | Denver               | Stati Uniti         | Pepsi Center                            |                    | 11 138 / 11 138                           | $1 460 307   |
| Asia              |                      |                     |                                         |                    |                                           |              |
| 8 dicembre 2019   | Sendai               | Giappone            | Xebio Arena Sendai                      | N.D.               | 4 000 / 4 000                             | $714 181     |
| 11 dicembre 2019  | Tokyo                | Giappone            | Tokyo Dome                              | N.D.               | 32 975 / 40 000                           | $6 111 730   |
| 14 dicembre 2019  | Morioka              | Giappone            | Morioka Takaya Arena                    | N.D.               | 2 942 / 2 942                             | $525 280     |
| 17 dicembre 2019  | Osaka                | Giappone            | Kyocera Dome Osaka                      | N.D.               | 14 480 / 25 000                           | $2 702 970   |
| 19 dicembre 2019  | Nagoya               | Giappone            | Dolphins Arena                          | N.D.               | 5 058 / 5 058                             | $903 083     |
| Nord America      |                      |                     |                                         |                    |                                           |              |
| 1º febbraio 2020  | Manchester           | Stati Uniti         | SNHU Arena                              |                    | 6 712 / 6 712                             | $791 430     |
| 4 febbraio 2020   | Allentown            | Stati Uniti         | PPL Center                              |                    | 6 674 / 6 674                             | $712 645     |
| 5 febbraio 2020   | Buffalo              | Stati Uniti         | KeyBank Center                          |                    | 6 026 / 6 026                             | $560 281     |
| 7 febbraio 2020   | Charlottesville      | Stati Uniti         | John Paul Jones Arena                   |                    | 6 103 / 6 103                             | $621 597     |
| 8 febbraio 2020   | Greensboro           | Stati Uniti         | Greensboro Coliseum                     |                    | 9 230 / 9 230                             | $895 713     |
| 11 febbraio 2020  | Columbia             | Stati Uniti         | Colonial Life Arena                     |                    | 7 278 / 7 278                             | $732 869     |
| 13 febbraio 2020  | Lexington            | Stati Uniti         | Rupp Arena at Central Bank Center       |                    | 7 256 / 7 256                             | $815 555     |
| 15 febbraio 2020  | Peoria               | Stati Uniti         | Peoria Civic Center                     |                    | 7 414 / 7 414                             | $883 227     |
| 16 febbraio 2020  | Fort Wayne           | Stati Uniti         | Allen County War Memorial Coliseum      |                    | 7 403 / 7 403                             | $896 292     |
| 18 febbraio 2020  | Springfield          | Stati Uniti         | JQH Arena                               |                    | 5 399 / 5 399                             | $508 618     |
| 19 febbraio 2020  | Wichita              | Stati Uniti         | Intrust Bank Arena                      |                    | 5 847 / 5 847                             | $525 987     |
| 21 febbraio 2020  | Sioux City           | Stati Uniti         | Tyson Events Center                     |                    | 4 117 / 10 100                            | $360 182     |
| 22 febbraio 2020  | Grand Forks          | Stati Uniti         | Alerus Center                           |                    | 7 812 / 7 812                             | $634 003     |
| 24 febbraio 2020  | St. Paul             | Stati Uniti         | Xcel Energy Center                      |                    | 8 207 / 8 207                             | $729 012     |
| 25 febbraio 2020  | Lincoln              | Stati Uniti         | Pinnacle Bank Arena                     |                    | 5 323 / 15 700                            | $465 690     |
| 29 febbraio 2020  | Laughlin             | Stati Uniti         | Laughlin Events Center                  |                    | 5 000                                     | $449 157     |
| 2 marzo 2020      | Bakersfield          | Stati Uniti         | Mechanics Bank Arena                    |                    | 6 352                                     | $786 568     |
| 4 marzo 2020      | Los Angeles          | Stati Uniti         | Staples Center                          |                    | 11 900 / 12 262                           | $1 228 013   |
| 6 marzo 2020      | Oakland              | Stati Uniti         | Oakland Arena                           |                    | 8 201                                     | $913 509     |
| 9 marzo 2020      | El Paso              | Stati Uniti         | Don Haskins Center                      |                    | 7 489                                     | $850 451     |
| 10 marzo 2020     | Lubbock              | Stati Uniti         | United Supermarkets Arena               |                    | 6 202                                     | $872 224     |
| Asia              |                      |                     |                                         |                    |                                           |              |
| 31 dicembre 2020  | Dubai                | Emirati Arabi Uniti | Hotel Atlantis                          | N.D.               | ~500 000                                  | ~$2 000 000  |
| Nord America      |                      |                     |                                         |                    |                                           |              |
| 11 giugno 2021    | New York             | Stati Uniti         | Battery Park                            |                    | N.D.                                      | N.D.         |
| 18 agosto 2021    | Mansfield            | Stati Uniti         | Xfinity Center                          |                    | 11 090 / 18 955                           | $873 860     |
| 19 agosto 2021    | Bangor               | Stati Uniti         | Darling's Waterfront Pavilion           |                    | 8 186 / 11 364                            | $656 640     |
| 21 agosto 2021    | Atlantic City        | Stati Uniti         | Hard Rock Live at Etess Arena           |                    | 4 794 / 4 805                             | $858 360     |
| 25 agosto 2021    | Toledo               | Stati Uniti         | Huntington Center                       |                    | 5 118 / 5 934                             | $616 488     |
| 9 settembre 2021  | Irvine               | Stati Uniti         | FivePoint Amphitheatre                  |                    | 7 346                                     | $772 954     |
| 10 settembre 2021 | Mountain View        | Stati Uniti         | Shoreline Amphitheatre                  |                    | 8 492                                     | $541 763     |
| 12 settembre 2021 | Wheatland            | Stati Uniti         | Toyota Amphitheatre                     |                    | 6 107                                     | $377 368     |
| 17 settembre 2021 | Ridgefield           | Stati Uniti         | RV Inn Style Resorts Amphitheater       |                    | 8 328                                     | $606 998     |
| 18 settembre 2021 | George               | Stati Uniti         | The Gorge Amphitheatre                  |                    | 8 260                                     | $545 251     |
| 22 settembre 2021 | West Valley City     | Stati Uniti         | USANA Amphitheatre                      |                    | 16 813 / 18 304                           | $1 044 879   |
| 23 settembre 2021 | Sparks               | Stati Uniti         | Nugget Event Center                     |                    | —                                         | —            |
| 25 settembre 2021 | Chula Vista          | Stati Uniti         | North Island Credit Union Amphitheatre  |                    | 9 569                                     | $719 241     |
| 26 settembre 2021 | Phoenix              | Stati Uniti         | Ak-Chin Pavilion                        |                    | 10 543                                    | $738 547     |
| 28 settembre 2021 | Hidalgo              | Stati Uniti         | Payne Arena                             |                    | —                                         | —            |
| 29 settembre 2021 | Del Valle            | Stati Uniti         | Germania Insurance Amphitheater         |                    | 8 146 / 11 881                            | $754 494     |
| 1º ottobre 2021   | Fort Worth           | Stati Uniti         | Dickies Arena                           |                    | 9 658 / 9 937                             | $1 251 573   |
| 2 ottobre 2021    | Tulsa                | Stati Uniti         | BOK Center                              |                    | 10 336                                    | $958 957     |
| 5 ottobre 2021    | Biloxi               | Stati Uniti         | Mississippi Coast Coliseum              |                    | 8 387                                     | $900 449     |
| 6 ottobre 2021    | Lafayette            | Stati Uniti         | Cajundome                               |                    | 6 731 / 8 363                             | $582 185     |
| 9 ottobre 2021    | Tampa                | Stati Uniti         | MidFlorida Credit Union Amphitheatre    |                    | 12 122                                    | $846 339     |
| 10 ottobre 2021   | Atlanta              | Stati Uniti         | Cellairis Amphitheatre at Lakewood      |                    | 9 453 / 17 742                            | $771 513     |
| 13 ottobre 2021   | Burgettstown         | Stati Uniti         | The Pavilion at Star Lake               |                    | 9 217                                     | $617 410     |
| 15 ottobre 2021   | Clarkston            | Stati Uniti         | DTE Energy Music Theatre                |                    | 11 006 / 11 147                           | $948 265     |
| 16 ottobre 2021   | Tinley Park          | Stati Uniti         | Hollywood Casino Amphitheatre           |                    | 12 150 / 24 348                           | $941 371     |
| Sud America       |                      |                     |                                         |                    |                                           |              |
| 19 aprile 2022    | Santiago             | Cile                | Movistar Arena                          |                    | 27 092 / 30 152                           | $2 411 511   |
| 20 aprile 2022    | Santiago             | Cile                | Movistar Arena                          |                    | 27 092 / 30 152                           | $2 411 511   |
| 23 aprile 2022    | Buenos Aires         | Argentina           | Campo Argentino de Polo                 |                    | —                                         | —            |
| 26 aprile 2022    | Porto Alegre         | Brasile             | Arena do Grêmio                         |                    | 16 735 / 20 000                           | $1 160 643   |
| 28 aprile 2022    | Curitiba             | Brasile             | Pedreira Paulo Leminski                 |                    | 18 188 / 20 500                           | $1 292 931   |
| 30 aprile 2022    | San Paolo            | Brasile             | Allianz Parque                          |                    | 45 517 / 46 318                           | $3 502 480   |
| 1º maggio 2022    | Ribeirão Preto       | Brasile             | Arena Eurobike                          |                    | 21 325 / 21 325                           | $1 412 831   |
| 4 maggio 2022     | Lima                 | Perù                | Arena 1 Costa Verde                     |                    | 13 096 / 15 000                           | $1 242 425   |
| 7 maggio 2022     | Bogotà               | Colombia            | Movistar Arena                          |                    | 11 711 / 11 711                           | $1 126 543   |
| Nord America      |                      |                     |                                         |                    |                                           |              |
| 11 maggio 2022    | Milwaukee            | Stati Uniti         | American Family Insurance Amphitheater  |                    | 9 165                                     | $812 943     |
| 12 maggio 2022    | Fairborn             | Stati Uniti         | Nutter Center                           |                    | 1 041 803                                 | $7 710       |
| 14 maggio 2022    | Hartford             | Stati Uniti         | Xfinity Theatre                         |                    | 12 252                                    | $812 115     |
| 17 maggio 2022    | Raleigh              | Stati Uniti         | Coastal Credit Union Music Park         |                    | 11 798                                    | $753 439     |
| 19 maggio 2022    | Daytona Beach        | Stati Uniti         | Daytona International Speedway          |                    | N.D.                                      | N.D.         |
| Europa            |                      |                     |                                         |                    |                                           |              |
| 1º giugno 2022    | Dortmund             | Germania            | Westfalenhalle                          | 2                  | —                                         | —            |
| 3 giugno 2022     | Łódź                 | Polonia             | Atlas Arena                             | N.D.               | —                                         | —            |
| 6 giugno 2022     | Anversa              | Belgio              | Sportpaleis                             | N.D.               | 9 045                                     | $701 292     |
| 7 giugno 2022     | Parigi               | Francia             | Accor Arena                             | 7                  | —                                         | —            |
| 10 giugno 2022    | Donington            | Inghilterra         | Download Festival                       |                    | N.D.                                      | N.D.         |
| 13 giugno 2022    | Amburgo              | Germania            | Sportpaleis                             | 2                  | —                                         | —            |
| 16 giugno 2022    | Copenaghen           | Danimarca           | Copenhell                               |                    | N.D.                                      | N.D.         |
| 18 giugno 2022    | Stoccolma            | Svezia              | Tele2 Arena                             | 25                 | —                                         | —            |
| 20 giugno 2022    | Helsinki             | Finlandia           | Hartwall Arena                          |                    | —                                         | —            |
| 22 giugno 2022    | Göteborg             | Svezia              | Scandinavium                            |                    | —                                         | —            |
| 24 giugno 2022    | Francoforte sul Meno | Germania            | Festhalle Frankfurt                     | 2                  | —                                         | —            |
| 26 giugno 2022    | Vienna               | Austria             | Wiener Stadthalle                       |                    | —                                         | —            |
| 28 giugno 2022    | Stoccarda            | Germania            | Hanns-Martin-Schleyer-Halle             | 2                  | —                                         | —            |
| 2 luglio 2022     | Barcellona           | Spagna              | Rock Fest BCN                           |                    | N.D.                                      | N.D.         |
| 3 luglio 2022     | Madrid               | Spagna              | WiZink Center                           |                    | 12 396                                    | $1 183 599   |
| 5 luglio 2022     | Nîmes                | Francia             | Arena of Nîmes                          |                    | N.D.                                      | N.D.         |
| 7 luglio 2022     | Zurigo               | Svizzera            | Hallenstadion                           |                    | 9 800                                     | $1 120 675   |
| 9 luglio 2022     | Zagabria             | Croazia             | Arena Zagreb                            |                    | —                                         | —            |
| 11 luglio 2022    | Verona               | Italia              | Arena di Verona                         | 7                  | ~15 000                                   | —            |
| 13 luglio 2022    | Praga                | Repubblica Ceca     | O2 Arena                                |                    | —                                         | —            |
| 14 luglio 2022    | Budapest             | Ungheria            | Papp László Budapest Sportaréna         |                    | —                                         | —            |
| 16 luglio 2022    | Bucarest             | Romania             | Romexpo                                 |                    | —                                         | —            |
| 19 luglio 2022    | Nyon                 | Svizzera            | Plaine de l'Asse                        |                    | N.D.                                      | N.D.         |
| 21 luglio 2022    | Amsterdam            | Paesi Bassi         | Ziggo Dome                              |                    | —                                         | —            |
| Oceania           |                      |                     |                                         |                    |                                           |              |
| 20 agosto 2022    | Melbourne            | Australia           | Rod Laver Arena                         |                    | —                                         | —            |
| 21 agosto 2022    | Melbourne            | Australia           | Rod Laver Arena                         |                    | —                                         | —            |
| 23 agosto 2022    | Melbourne            | Australia           | Rod Laver Arena                         |                    | —                                         | —            |
| 26 agosto 2022    | Sydney               | Australia           | Qudos Bank Arena                        |                    | 24 839                                    | $2 892 352   |
| 27 agosto 2022    | Sydney               | Australia           | Qudos Bank Arena                        |                    | 24 839                                    | $2 892 352   |
| 30 agosto 2022    | Adelaide             | Australia           | Adelaide Entertainment Centre           |                    | —                                         | —            |
| 2 settembre 2022  | Perth                | Australia           | RAC Arena                               |                    | 12 440                                    | $1 407 446   |
| 6 settembre 2022  | Brisbane             | Australia           | Brisbane Entertainment Centre           |                    | 10 970                                    | $1 354 912   |
| 10 settembre 2022 | Gold Coast           | Australia           | Cbus Super Stadium                      |                    | —                                         | —            |
| Nord America      |                      |                     |                                         |                    |                                           |              |
| 21 settembre 2022 | West Palm Beach      | Stati Uniti         | iTHINK Financial Amphitheatre           |                    | —                                         | —            |
| 24 settembre 2022 | Louisville           | Stati Uniti         | Highland Festival Grounds               |                    | N.D.                                      | N.D.         |
| 7 ottobre 2022    | Sacramento           | Stati Uniti         | Discovery Park                          |                    | N.D.                                      | N.D.         |
| Asia              |                      |                     |                                         |                    |                                           |              |
| 30 novembre 2022  | Tokyo                | Giappone            | Tokyo Dome                              |                    | —                                         | —            |
| Nord America      |                      |                     |                                         |                    |                                           |              |
| 4 dicembre 2022   | Toluca               | Messico             | Foro Pegaso                             |                    | N.D.                                      | N.D.         |
| Sud America       |                      |                     |                                         |                    |                                           |              |
| 12 aprile 2023    | Manaus               | Brasile             | Arena da Amazônia                       |                    | —                                         | —            |
| 15 aprile 2023    | Bogotà               | Colombia            | Estadio El Campín                       |                    | N.D.                                      | N.D.         |
| 18 aprile 2023    | Brasilia             | Brasile             | Estádio Nacional Mané Garrincha         |                    | —                                         | —            |
| 20 aprile 2023    | Belo Horizonte       | Brasile             | Mineirão                                |                    | —                                         | —            |
| 22 aprile 2023    | San Paolo            | Brasile             | Allianz Parque                          |                    | N.D.                                      | N.D.         |
| 25 aprile 2023    | Florianópolis        | Brasile             | Arena Petry                             |                    | —                                         | —            |
| 28 aprile 2023    | Buenos Aires         | Argentina           | Parque de la Ciudad                     |                    | N.D.                                      | N.D.         |
| 30 aprile 2023    | Santiago             | Cile                | Estadio Santa Laura-Universidad Sek     |                    | N.D.                                      | N.D.         |
| Nord America      |                      |                     |                                         |                    |                                           |              |
| 27 maggio 2023    | Columbus             | Stati Uniti         | Historic Crew Stadium                   |                    | N.D.                                      | N.D.         |
| Europa            |                      |                     |                                         |                    |                                           |              |
| 5 giugno 2023     | Birmingham           | Inghilterra         | Resorts World Arena                     |                    | —                                         | —            |
| 6 giugno 2023     | Newcastle            | Inghilterra         | Utilita Arena                           |                    | —                                         | —            |
| 10 giugno 2023    | Praga                | Repubblica Ceca     | O2 Arena                                |                    | —                                         | —            |
| 12 giugno 2023    | Amsterdam            | Paesi Bassi         | Ziggo Dome                              |                    | —                                         | —            |
| 13 giugno 2023    | Bruxelles            | Belgio              | Palais 12                               |                    | —                                         | —            |
| 15 giugno 2023    | Clisson              | Francia             | Val de Moine                            |                    | N.D.                                      | N.D.         |
| 17 giugno 2023    | Monaco               | Germania            | Königsplatz                             |                    | —                                         | —            |
| 19 giugno 2023    | Cracovia             | Polonia             | Tauron Arena                            |                    | —                                         | —            |
| 21 giugno 2023    | Dresda               | Germania            | Messehalle                              |                    | —                                         | —            |
| 22 giugno 2023    | Berlino              | Germania            | Max-Schmeling-Halle                     |                    | —                                         | —            |
| 25 giugno 2023    | Cartagena            | Spagna              | Parque el Batel                         |                    | N.D.                                      | N.D.         |
| 27 giugno 2023    | Lione                | Francia             | Halle Tony Garnier                      |                    | —                                         | —            |
| 29 giugno 2023    | Lucca                | Italia              | Piazza Napoleone                        |                    | ~12 000                                   | N.D.         |
| 1 luglio 2023     | Mannheim             | Germania            | SAP Arena                               |                    | —                                         | —            |
| 2 luglio 2023     | Colonia              | Germania            | Lanxess Arena                           |                    | —                                         | —            |
| 5 luglio 2023     | Londra               | Inghilterra         | The O2 Arena                            |                    | —                                         | —            |
| 7 luglio 2023     | Manchester           | Inghilterra         | AO Arena                                |                    | —                                         | —            |
| 8 luglio 2023     | Glasgow              | Scozia              | OVO Hydro                               |                    | —                                         | —            |
| 12 luglio 2023    | Rättvik              | Svezia              | Dalhalla                                |                    | —                                         | —            |
| 13 luglio 2023    | Rättvik              | Svezia              | Dalhalla                                |                    | —                                         | —            |
| 15 luglio 2023    | Tønsberg             | Norvegia            | Kaldnes Vest                            |                    | —                                         | —            |
| Nord America      |                      |                     |                                         |                    |                                           |              |
| 1 settembre 2023  | Crandon              | Stati Uniti         | Crandon International Raceway           |                    | —                                         | —            |
| Oceania           |                      |                     |                                         |                    |                                           |              |
| 30 settembre 2023 | Melbourne            | Australia           | Melbourne Cricket Ground                |                    | ~100 000                                  |              |
| 7 ottobre 2023    | Sydney               | Australia           | Accor Stadium                           |                    | ~70 000                                   | —            |
| Nord America      |                      |                     |                                         |                    |                                           |              |
| 19 ottobre 2023   | Cincinnati           | Stati Uniti         | Heritage Bank Arena                     |                    | —                                         | —            |
| 20 ottobre 2023   | Detroit              | Stati Uniti         | Little Caesars Arena                    |                    | —                                         | —            |
| 22 ottobre 2023   | Cleveland            | Stati Uniti         | Rocket Mortgage Fieldhouse              |                    | —                                         | —            |
| 23 ottobre 2023   | Nashville            | Stati Uniti         | Bridgestone Arena                       |                    | —                                         | —            |
| 25 ottobre 2023   | Saint Louis          | Stati Uniti         | Enterprise Center                       |                    | —                                         | —            |
| 27 ottobre 2023   | Fort Worth           | Stati Uniti         | Dickies Arena                           |                    | —                                         | —            |
| 29 ottobre 2023   | Austin               | Stati Uniti         | Moody Center                            |                    | —                                         | —            |
| 1 novembre 2023   | Thousand Palms       | Stati Uniti         | Acrisure Arena                          |                    | —                                         | —            |
| 3 novembre 2023   | Los Angeles          | Stati Uniti         | Hollywood Bowl                          |                    | —                                         | —            |
| 6 novembre 2023   | Seattle              | Stati Uniti         | Climate Pledge Arena                    |                    | —                                         | —            |
| 8 novembre 2023   | Vancouver            | Canada              | Rogers Arena                            |                    | —                                         | —            |
| 10 novembre 2023  | Edmonton             | Canada              | Rogers Place                            |                    | —                                         | —            |
| 12 novembre 2023  | Calgary              | Canada              | Scotiabank Saddledome                   |                    | —                                         | —            |
| 13 novembre 2023  | Saskatoon            | Canada              | SaskTel Centre                          |                    | —                                         | —            |
| 15 novembre 2023  | Winnipeg             | Canada              | Canada Life Centre                      |                    | —                                         | —            |
| 18 novembre 2023  | Montréal             | Canada              | Centre Bell                             |                    | —                                         | —            |
| 19 novembre 2023  | Québec               | Canada              | Videotron Centre                        |                    | —                                         | —            |
| 21 novembre 2023  | Ottawa               | Canada              | Canadian Tire Centre                    |                    | —                                         | —            |
| 22 novembre 2023  | Toronto              | Canada              | Scotiabank Arena                        |                    | —                                         | —            |
| 24 novembre 2023  | Knoxville            | Stati Uniti         | Thompson-Boling Arena                   |                    | —                                         | —            |
| 25 novembre 2023  | Indianapolis         | Stati Uniti         | Gainbridge Fieldhouse                   |                    | —                                         | —            |
| 27 novembre 2023  | Rosemont             | Stati Uniti         | Allstate Arena                          |                    | —                                         | —            |
| 29 novembre 2023  | Baltimora            | Stati Uniti         | CFG Bank Arena                          |                    | —                                         | —            |
| 1 dicembre 2023   | New York             | Stati Uniti         | Madison Square Garden                   |                    | —                                         | —            |
| 2 dicembre 2023   | New York             | Stati Uniti         | Madison Square Garden                   |                    | —                                         | —            |
| Totale            | Totale               | Totale              | Totale                                  | Totale             | 1 054 388 / 1 111 740                     | $109 393 113 |

### Date rinviate e cancellate
| Data              | Città                    | Stato               | Luogo                                  | Motivazione |
| ----------------- | ------------------------ | ------------------- | -------------------------------------- | --- |
| 16 settembre 2019 | Oakland                  | Stati Uniti         | Oakland Arena                          | Rinviato al 6 marzo 2020                                                                                                   |
| 20 settembre 2019 | Los Angeles              | Stati Uniti         | Staples Center                         | Rinviato al 4 marzo 2020                                                                                                   |
| 14 settembre 2019 | West Valley City         | Stati Uniti         | USANA Amphitheatre                     | Rinviato poiché Simmons dovette sottoporsi ad una procedura medica. Riprogrammato successivamente per il 24 settembre 2020 |
| 16 novembre 2019  | Perth                    | Australia           | Perth Arena                            | Riprogrammato al 3 dicembre 2019, al posto dello spettacolo cancellato in Nuova Zelanda                                    |
| 19 novembre 2019  | Adelaide                 | Australia           | Adelaide Entertainment Centre          | Cancellato a causa di problemi di salute di Paul Stanley                                                                   |
| 21 novembre 2019  | Melbourne                | Australia           | Rod Laver Arena                        | Cancellato a causa di problemi di salute di Paul Stanley                                                                   |
| 22 novembre 2019  | Melbourne                | Australia           | Rod Laver Arena                        | Cancellato a causa di problemi di salute di Paul Stanley                                                                   |
| 23 novembre 2019  | Newcastle                | Australia           | Newcastle Number 1 Sports Ground       | Cancellato a causa di problemi di salute di Paul Stanley                                                                   |
| 26 novembre 2019  | Sydney                   | Australia           | Qudos Bank Arena                       | Cancellato a causa di problemi di salute di Paul Stanley                                                                   |
| 28 novembre 2019  | Brisbane                 | Australia           | Brisbane Entertainment Centre          | Cancellato a causa di problemi di salute di Paul Stanley                                                                   |
| 30 novembre 2019  | Melbourne                | Australia           | Rod Laver Arena                        | Cancellato a causa di problemi di salute di Paul Stanley                                                                   |
| 3 dicembre 2019   | Perth                    | Australia           | RAC Arena                              | Cancellato a causa di problemi di salute di Paul Stanley                                                                   |
| 3 dicembre 2019   | Auckland                 | Nuova Zelanda       | Spark Arena                            | Cancellato a causa di problemi di salute di Paul Stanley                                                                   |
| 12 marzo 2020     | Tulsa                    | Stati Uniti         | BOK Center                             | Pandemia di COVID-19 |
| 14 marzo 2020     | Lafayette                | Stati Uniti         | Cajundome                              | Pandemia di COVID-19 |
| 15 marzo 2020     | Biloxi                   | Stati Uniti         | Mississippi Coast Coliseum             | Pandemia di COVID-19 |
| 24 aprile 2020    | San Salvador             | El Salvador         | Stadio Jorge "Mágico" González         | Pandemia di COVID-19 |
| 28 aprile 2020    | San José                 | Costa Rica          | Estadio Nacional                       | Pandemia di COVID-19 |
| 30 aprile 2020    | Bogotá                   | Colombia            | Movistar Arena                         | Pandemia di COVID-19 |
| 2 maggio 2020     | Lima                     | Peru                | Arena Costa Verde                      | Pandemia di COVID-19 |
| 5 maggio 2020     | Santiago del Cile        | Cile                | Movistar Arena                         | Pandemia di COVID-19 |
| 7 maggio 2020     | Asunción                 | Paraguay            | Jockey Club del Paraguay               | Pandemia di COVID-19 |
| 9 maggio 2020     | Buenos Aires             | Argentina           | Campo Argentino de Polo                | Pandemia di COVID-19 |
| 12 maggio 2020    | Porto Alegre             | Brasile             | Arena do Grêmio                        | Pandemia di COVID-19 |
| 14 maggio 2020    | Curitiba                 | Brasile             | Pedreira Paulo Leminski                | Pandemia di COVID-19 |
| 16 maggio 2020    | San Paolo                | Brasile             | Allianz Parque                         | Pandemia di COVID-19 |
| 17 maggio 2020    | Ribeirão Preto           | Brasile             | Arena Eurobike                         | Pandemia di COVID-19 |
| 19 maggio 2020    | Uberlândia               | Brasile             | Estádio Parque do Sabiá                | Pandemia di COVID-19 |
| 21 maggio 2020    | Brasilia                 | Brasile             | Nilson Nelson Gymnasium                | Pandemia di COVID-19 |
| 9 giugno 2020     | Parigi                   | Francia             | AccorHotels Arena                      | Pandemia di COVID-19 |
| 12 giugno 2020    | Leicestershire           | Inghilterra         | Download Festival                      | Pandemia di COVID-19 |
| 14 giugno 2020    | Dortmund                 | Germania            | Westfalenhallen                        | Pandemia di COVID-19 |
| 15 giugno 2020    | Amburgo                  | Germania            | Barclaycard Arena                      | Pandemia di COVID-19 |
| 18 giugno 2020    | Copenhagen               | Danimarca           | Copenhell                              | Pandemia di COVID-19 |
| 20 giugno 2020    | Sandnes                  | Norvegia            | Øster Hus Arena                        | Pandemia di COVID-19 |
| 23 giugno 2020    | Göteborg                 | Svezia              | Scandinavium                           | Pandemia di COVID-19 |
| 25 giugno 2020    | Stoccolma                | Svezia              | Tele2 Arena                            | Pandemia di COVID-19 |
| 27 giugno 2020    | Helsinki                 | Finlandia           | Hartwall Arena                         | Pandemia di COVID-19 |
| 29 giugno 2020    | Kaunas                   | Lituania            | Žalgiris Arena                         | Pandemia di COVID-19 |
| 1 luglio 2020     | Praga                    | Repubblica Ceca     | O2 Arena                               | Pandemia di COVID-19 |
| 4 luglio 2020     | Santa Coloma de Gramenet | Spagna              | Parc de Can Zam                        | Pandemia di COVID-19 |
| 5 luglio 2020     | Madrid                   | Spagna              | WiZink Center                          | Pandemia di COVID-19 |
| 7 luglio 2020     | Lisbona                  | Portogallo          | Altice Arena                           | Pandemia di COVID-19 |
| 10 luglio 2020    | Francoforte              | Germania            | Festhalle                              | Pandemia di COVID-19 |
| 11 luglio 2020    | Stoccarda                | Germania            | Hanns-Martin-Schleyer-Halle            | Pandemia di COVID-19 |
| 13 luglio 2020    | Verona                   | Italia              | Arena di Verona                        | Pandemia di COVID-19 |
| 15 luglio 2020    | Gliwice                  | Polonia             | Gliwice Arena                          | Pandemia di COVID-19 |
| 16 luglio 2020    | Budapest                 | Ungheria            | László Papp Budapest Sports Arena      | Pandemia di COVID-19 |
| 18 luglio 2020    | Sofia                    | Bulgaria            | Armeets Arena                          | Pandemia di COVID-19 |
| 21 luglio 2020    | Nyon                     | Svizzera            | Paléo Festival                         | Pandemia di COVID-19 |
| 25 luglio 2020    | Johannesburg             | Sudafrica           | Ticketpro Dome                         | Pandemia di COVID-19 |
| 28 agosto 2020    | Burgettstown             | Stati Uniti         | S&T Bank Music Park                    | Pandemia di COVID-19 |
| 29 agosto 2020    | Atlantic City            | Stati Uniti         | Boardwalk Hall                         | Pandemia di COVID-19 |
| 31 agosto 2020    | Canandaigua              | Stati Uniti         | Marvin Sands Performing Arts Center    | Pandemia di COVID-19 |
| 3 settembre 2020  | Bangor                   | Stati Uniti         | Darling's Waterfront Pavilion          | Pandemia di COVID-19 |
| 4 settembre 2020  | Mansfield                | Stati Uniti         | Xfinity Center                         | Pandemia di COVID-19 |
| 5 settembre 2020  | Hartford                 | Stati Uniti         | Xfinity Theatre                        | Pandemia di COVID-19 |
| 8 settembre 2020  | Atlanta                  | Stati Uniti         | Cellairis Amphitheatre at Lakewood     | Pandemia di COVID-19 |
| 9 settembre 2020  | Raleigh                  | Stati Uniti         | Coastal Credit Union Music Park        | Pandemia di COVID-19 |
| 11 settembre 2020 | Clarkston                | Stati Uniti         | DTE Energy Music Theatre               | Pandemia di COVID-19 |
| 13 settembre 2020 | Tinley Park              | Stati Uniti         | Hollywood Casino Amphitheatre          | Pandemia di COVID-19 |
| 14 settembre 2020 | Fairborn                 | Stati Uniti         | Nutter Center                          | Pandemia di COVID-19 |
| 15 settembre 2020 | Milwaukee                | Stati Uniti         | American Family Insurance Amphitheater | Pandemia di COVID-19 |
| 19 settembre 2020 | George                   | Stati Uniti         | The Gorge Amphitheatre                 | Pandemia di COVID-19 |
| 20 settembre 2020 | Ridgefield               | Stati Uniti         | Sunlight Supply Amphitheater           | Pandemia di COVID-19 |
| 22 settembre 2020 | Boise                    | Stati Uniti         | ExtraMile Arena                        | Pandemia di COVID-19 |
| 24 settembre 2020 | West Valley City         | Stati Uniti         | USANA Amphitheatre                     | Pandemia di COVID-19 |
| 26 settembre 2020 | San Bernardino           | Stati Uniti         | Glen Helen Amphitheater                | Pandemia di COVID-19 |
| 27 settembre 2020 | Chula Vista              | Stati Uniti         | North Island Credit Union Amphitheatre | Pandemia di COVID-19 |
| 29 settembre 2020 | Phoenix                  | Stati Uniti         | Ak-Chin Pavilion                       | Pandemia di COVID-19 |
| 1 ottobre 2020    | Austin                   | Stati Uniti         | Germania Insurance Amphitheater        | Pandemia di COVID-19 |
| 2 ottobre 2020    | Fort Worth               | Stati Uniti         | Dickies Arena                          | Pandemia di COVID-19 |
| 4 ottobre 2020    | Tulsa                    | Stati Uniti         | BOK Center                             | Pandemia di COVID-19 |
| 6 ottobre 2020    | Biloxi                   | Stati Uniti         | Mississippi Coast Coliseum             | Pandemia di COVID-19 |
| 7 ottobre 2020    | Lafayette                | Stati Uniti         | Cajundome                              | Pandemia di COVID-19 |
| 10 novembre 2020  | Brasilia                 | Brasile             | Nilson Nelson Gymnasium                | Pandemia di COVID-19 |
| 12 novembre 2020  | Uberlândia               | Brasile             | Estádio Parque do Sabiá                | Pandemia di COVID-19 |
| 4 dicembre 2020   | San José                 | Costa Rica          | Estadio Nacional                       | Pandemia di COVID-19 |
| 8 dicembre 2020   | San Salvador             | El Salvador         | Stadio Jorge "Mágico" González         | Pandemia di COVID-19 |
| 2 giugno 2021     | Anversa                  | Belgio              | Sportspalais                           | Rinviate all'anno successivo                                                                                               |
| 8 giugno 2021     | Parigi                   | Francia             | Accors Hotel Arena                     | Rinviate all'anno successivo                                                                                               |
| 10 giugno 2021    | Dortmund                 | Germania            | Westfalenhalle                         | Rinviate all'anno successivo                                                                                               |
| 12 giugno 2021    | Łódź                     | Polonia             | Atlas Arena                            | Rinviate all'anno successivo                                                                                               |
| 15 giugno 2021    | Amburgo                  | Germania            | Barclaycard Arena                      | Rinviate all'anno successivo                                                                                               |
| 19 giugno 2021    | Stoccolma                | Svezia              | Tele 2 Arena                           | Rinviate all'anno successivo                                                                                               |
| 21 giugno 2021    | Helsinki                 | Finlandia           | Hartwell Arena                         | Rinviate all'anno successivo                                                                                               |
| 23 giugno 2021    | Göteborg                 | Svezia              | Scandinavium                           | Rinviate all'anno successivo                                                                                               |
| 25 giugno 2021    | Francoforte              | Germania            | Festhalle                              | Rinviate all'anno successivo                                                                                               |
| 30 luglio 2021    | Zurigo                   | Svizzera            | Hallenstadion                          | Rinviate all'anno successivo                                                                                               |
| 3 luglio 2021     | Barcellona               | Spagna              | Rockfest                               | Rinviate all'anno successivo                                                                                               |
| 4 luglio 2021     | Madrid                   | Spagna              | Wizink Arena                           | Rinviate all'anno successivo                                                                                               |
| 6 luglio 2021     | Nîmes                    | Francia             | Roman Arena                            | Rinviate all'anno successivo                                                                                               |
| 8 luglio 2021     | Stoccarda                | Germania            | Schleyerhalle                          | Rinviate all'anno successivo                                                                                               |
| 10 luglio 2021    | Praga                    | Repubblica Ceca     | O2 Arena                               | Rinviate all'anno successivo                                                                                               |
| 12 luglio 2021    | Verona                   | Italia              | Arena di Verona                        | Rinviate all'anno successivo                                                                                               |
| 15 luglio 2021    | Budapest                 | Ungheria            | Budapest Arena                         | Rinviate all'anno successivo                                                                                               |
| 22 agosto 2021    | Hartford                 | Stati Uniti         | Xfinity Theatre                        | Rinviato a causa dell'Uragano Henri                                                                                        |
| 23 agosto 2021    | Hartford                 | Stati Uniti         | Xfinity Theatre                        | Rinviato a causa dell'Uragano Henri                                                                                        |
| 26 agosto 2021    | Burgettstown             | Stati Uniti         | The Pavilion at Star Lake              | Rinviato poiché Gene Simmons e Paul Stanley contrassero il COVID-19                                                        |
| 28 agosto 2021    | Raleigh                  | Stati Uniti         | Coastal Credit Union Music Park        | Rinviato poiché Gene Simmons e Paul Stanley contrassero il COVID-19                                                        |
| 29 agosto 2021    | Atlanta                  | Stati Uniti         | Cellairis Amphitheatre at Lakewood     | Rinviato poiché Gene Simmons e Paul Stanley contrassero il COVID-19                                                        |
| 1 settembre 2021  | Clarkston                | Stati Uniti         | DTE Energy Music Theatre               | Rinviato poiché Gene Simmons e Paul Stanley contrassero il COVID-19                                                        |
| 2 settembre 2021  | Fairborn                 | Stati Uniti         | Nutter Center                          | Rinviato poiché Gene Simmons e Paul Stanley contrassero il COVID-19                                                        |
| 4 settembre 2021  | Tinley Park              | Stati Uniti         | Hollywood Casino Amphitheatre          | Rinviato poiché Gene Simmons e Paul Stanley contrassero il COVID-19                                                        |
| 5 settembre 2021  | Milwaukee                | Stati Uniti         | American Family Insurance Amphitheater | Rinviato poiché Gene Simmons e Paul Stanley contrassero il COVID-19                                                        |
| 21 settembre 2021 | Boise                    | Stati Uniti         | ExtraMile Arena                        | Cancellato |
| 8 ottobre 2021    | West Palm Beach          | Stati Uniti         | iTHINK Financial Amphitheatre          | Problemi meteorologici |
| 17 ottobre 2021   | Fairborn                 | Stati Uniti         | Nutter Center                          | Rinviato |
| 5 novembre 2021   | West Palm Beach          | Stati Uniti         | iTHINK Financial Amphitheatre          | Rinviato |
| 14 novembre 2021  | Perth                    | Australia           | RAC Arena                              | Pandemia di COVID-19 |
| 17 novembre 2021  | Adelaide                 | Australia           | Adelaide Entertainment Centre          | Pandemia di COVID-19 |
| 20 novembre 2021  | Melbourne                | Australia           | Rod Laver Arena                        | Pandemia di COVID-19 |
| 21 novembre 2021  | Melbourne                | Australia           | Rod Laver Arena                        | Pandemia di COVID-19 |
| 23 novembre 2021  | Melbourne                | Australia           | Rod Laver Arena                        | Pandemia di COVID-19 |
| 26 novembre 2021  | Sydney                   | Australia           | Qudos Bank Arena                       | Pandemia di COVID-19 |
| 27 novembre 2021  | Sydney                   | Australia           | Qudos Bank Arena                       | Pandemia di COVID-19 |
| 30 novembre 2021  | Brisbane                 | Australia           | Brisbane Entertainment Centre          | Pandemia di COVID-19 |
| 4 dicembre 2021   | Townsville               | Australia           | Queensland Country Bank Stadium        | Pandemia di COVID-19 |
| 29 dicembre 2021  | Las Vegas                | Stati Uniti         | Zappos Theater                         | Annullato a causa dei protocolli di sicurezza                                                                              |
| 31 dicembre 2021  | Las Vegas                | Stati Uniti         | Zappos Theater                         | Annullato a causa dei protocolli di sicurezza                                                                              |
| 1 gennaio 2022    | Las Vegas                | Stati Uniti         | Zappos Theater                         | Annullato a causa dei protocolli di sicurezza                                                                              |
| 19 gennaio 2022   | Las Vegas                | Stati Uniti         | Zappos Theater                         | Annullato a causa dei protocolli di sicurezza                                                                              |
| 21 gennaio 2022   | Las Vegas                | Stati Uniti         | Zappos Theater                         | Annullato a causa dei protocolli di sicurezza                                                                              |
| 22 gennaio 2022   | Las Vegas                | Stati Uniti         | Zappos Theater                         | Annullato a causa dei protocolli di sicurezza                                                                              |
| 26 gennaio 2022   | Las Vegas                | Stati Uniti         | Zappos Theater                         | Annullato a causa dei protocolli di sicurezza                                                                              |
| 28 gennaio 2022   | Las Vegas                | Stati Uniti         | Zappos Theater                         | Annullato a causa dei protocolli di sicurezza                                                                              |
| 29 gennaio 2022   | Las Vegas                | Stati Uniti         | Zappos Theater                         | Annullato a causa dei protocolli di sicurezza                                                                              |
| 2 febbraio 2022   | Las Vegas                | Stati Uniti         | Zappos Theater                         | Annullato a causa dei protocolli di sicurezza                                                                              |
| 4 febbraio 2022   | Las Vegas                | Stati Uniti         | Zappos Theater                         | Annullato a causa dei protocolli di sicurezza                                                                              |
| 5 febbraio 2022   | Las Vegas                | Stati Uniti         | Zappos Theater                         | Annullato a causa dei protocolli di sicurezza                                                                              |
| 30 giugno 2022    | Saint-Vulbas             | Francia             | Polo Club de la Plaine de l'Ain        | Annullato a causa dell'acqua piovana che allagò il palco                                                                   |
| 10 settembre 2022 | Townsville               | Australia           | Queensland Country Bank Stadium        | Ricollocato poiché vi furono dei conflitti con la programmazione                                                           |
| 3 giugno 2023     | Plymouth                 | Inghilterra         | Home Park                              | Problemi logistici |
| 13 ottobre 2023   | Dubai                    | Emirati Arabi Uniti | Coca-Cola Arena                        | N.D. |

## Scaletta
Tappa 1 – Nord America
1. Detroit Rock City
2. Shout It Out Loud
3. Deuce
4. Say Yeah
5. Heaven’s On Fire
6. War Machine (Gene Simmons sputa fuoco)
7. Lick It Up (con introduzione di Won't Get Fooled Again dei The Who)
8. 100,000 Years (con assolo di batteria)
9. God Of Thunder (con assolo di basso e sputaggio di sangue dello stesso)
10. Cold Gin (con assolo di chitarra)
11. Psycho Circus
12. I Love It Loud
13. Hide Your Heart
14. Let Me Go, Rock 'N Roll
15. Love Gun (Paul Stanley vola sopra la folla dal palco)
16. I Was Made For Lovin' You
17. Black Diamond

Bis
1. Beth (Eric Singer suona il pianoforte)
2. Do You Love Me?
3. Rock And Roll All Nite

Tappa 2 – Europa
1. Detroit Rock City
2. Shout It Out Loud
3. Deuce
4. Say Yeah
5. I Love It Loud
6. Heaven's On Fire
7. War Machine (Gene Simmons sputa fuoco)
8. Lick It Up (con un pezzettino di Won't Get Fooled Again degli The Who)
9. Calling Dr. Love
10. 100,000 Years (con assolo di batteria)
11. Cold Gin (con assolo di chitarra)
12. God Of Thunder (con assolo di basso e sputaggio di sangue dello stesso)
13. Psycho Circus
14. Let Me Go, Rock 'N Roll
15. Love Gun (Paul Stanley vola sopra la folla dal palco)
16. I Was Made For Lovin' You
17. Black Diamond

Bis
1. Beth (Eric Singer suona il pianoforte)
2. Crazy Crazy Nights
3. Rock And Roll All Nite

Tappa 3 – Nord America
1. Detroit Rock City
2. Shout It Out Loud
3. Deuce
4. Say Yeah
5. I Love It Loud
6. Heaven's On Fire
7. War Machine (Gene Simmons sputa fuoco)
8. Lick It Up (con un pezzettino di Won't Get Fooled Again degli The Who)
9. Calling Dr. Love
10. 100,000 Years (con assolo di batteria)
11. Cold Gin (con assolo di chitarra)
12. God Of Thunder (con assolo di basso e sputaggio di sangue dello stesso)
13. Psycho Circus
14. Let Me Go, Rock 'N Roll
15. Love Gun (Paul Stanley vola sopra la folla dal palco)
16. I Was Made For Lovin' You
17. Black Diamond

Bis
1. Beth (Eric Singer suona il pianoforte)
2. Crazy Crazy Nights
3. Rock And Roll All Nite

Tappa 4 – Giappone
1. Detroit Rock City
2. Shout It Out Loud
3. Deuce
4. Say Yeah
5. I Love It Loud
6. Heaven's On Fire
7. War Machine (Gene Simmons sputa fuoco)
8. Lick It Up (con introduzione di Won't Get Fooled Again dei The Who)
9. Calling Dr. Love
10. 100,000 Years (con assolo di batteria)
11. Cold Gin (con assolo di chitarra)
12. God Of Thunder (con assolo di basso e sputaggio di sangue dello stesso)
13. Psycho Circus
14. Let Me Go, Rock 'N Roll
15. Ue o muite arukō (cover di Kyū Sakamoto)
16. Love Gun vola sopra la folla dal palco)
17. I Was Made For Lovin' You
18. Black Diamond

Bis
1. Beth (Eric Singer suona il pianoforte)
2. Crazy Crazy Nights
3. Rock And Roll All Nite

Tappa 5 – Stati Uniti
1. Detroit Rock City
2. Shout It Out Loud
3. Deuce
4. Say Yeah
5. I Love It Loud
6. Heaven's On Fire
7. Tears Are Falling
8. War Machine (Gene Simmons sputa fuoco)
9. Lick It Up (con introduzione di Won't Get Fooled Again dei The Who)
10. Calling Dr. Love
11. 100,000 Years (con assolo di batteria)
12. Cold Gin (con assolo di chitarra)
13. God Of Thunder (con assolo di basso di Gene Simmons, che sputa anche sangue)
14. Psycho Circus
15. Parasite
16. Love Gun (Paul Stanley vola sopra la folla)
17. I Was Made For Lovin' You
18. Black Diamond

Bis
1. Beth (Eric Singer suona il pianoforte)
2. Crazy Crazy Nights
3. Rock And Roll All Nite

Variazione leggera della scaletta tra gli spettacoli
- Crazy Crazy Nights venne rimpiazzata da Do You Love Me, dal 18 febbraio in poi.

Tappa 6 – Stati Uniti
1. Detroit Rock City
2. Shout It Out Loud
3. Deuce
4. War Machine
5. Heaven's On Fire
6. I Love It Loud (Gene Simmons sputa fuoco)
7. Lick It Up (con introduzione da Won't Get Fooled Again dei The Who)
8. Calling Dr. Love
9. Say Yeah
10. Cold Gin (con assolo di chitarra)
11. Tears Are Falling
12. Psycho Circus (suonata parzialmente, non terminata)
13. 100,000 Years (suonata soltanto la fine, con assolo di batteria)
14. God Of Thunder (con assolo di basso di Gene Simmons, il quale sputa anche sangue)
15. Love Gun (Paul Stanley vola sopra la folla)
16. I Was Made For Lovin' You
17. Black Diamond

Bis
1. Beth (Eric Singer suona il pianoforte)
2. Crazy Crazy Nights
3. Rock And Roll All Nite

Tappa 7 – Sud America
1. Detroit Rock City
2. Shout It Out Loud
3. Deuce
4. War Machine
5. Heaven's On Fire
6. I Love It Loud (Gene Simmons sputa fuoco)
7. Say Yeah
8. Cold Gin (con assolo di chitarra)
9. Lick It Up (con introduzione di Won't Get Fooled Again dei The Who)
10. Calling Dr. Love
11. Tears Are Falling
12. Psycho Circus (suonata parzialmente, non terminata)
13. 100,000 Years (suonata soltanto la fine, con assolo di batteria)
14. God Of Thunder (con assolo di basso di Gene Simmons, il quale sputa anche sangue)
15. Love Gun (Paul Stanley vola sopra la folla)
16. I Was Made For Lovin' You
17. Black Diamond

Bis
1. Beth (Eric Singer suona il pianoforte)
2. Do You Love Me
3. Rock And Roll All Nite

Tappa 8 – Stati Uniti
1. Detroit Rock City
2. Shout It Out Loud
3. Deuce
4. War Machine
5. Heaven's On Fire
6. I Love It Loud (Gene Simmons sputa fuoco)
7. Say Yeah
8. Cold Gin (con assolo di chitarra)
9. Lick It Up (con introduzione di Won't Get Fooled Again dei The Who)
10. Calling Dr. Love
11. Tears Are Falling
12. Psycho Circus (suonata parzialmente, non terminata)
13. 100,000 Years (suonata solo la fine, con assolo di batteria)
14. God Of Thunder (con assolo di basso di Gene Simmons, il quale sputa anche sangue)
15. Love Gun (Paul Stanley vola sopra la folla)
16. I Was Made For Lovin' You
17. Black Diamond

Bis
1. Beth (Eric Singer suona il pianoforte)
2. Do You Love Me
3. Rock And Roll All Nite

La scaletta è cambiata tra gli spettacoli
- Say Yeah, Calling Dr. Love, Tears Are Falling e Do You Love Me non furono suonate il 19 maggio 2022.

Tappa 9 – Europa
1. Detroit Rock City
2. Shout It Out Loud
3. Deuce
4. War Machine
5. Heaven's On Fire
6. I Love It Loud (Gene Simmons sputa fuoco)
7. Say Yeah
8. Cold Gin (con assolo di chitarra)
9. Lick It Up (con introduzione di Won't Get Fooled Again dei The Who)
10. Calling Dr. Love
11. Tears Are Falling
12. Psycho Circus (suonata parzialmente, non terminata)
13. 100,000 Years (suonata solo la fine, con assolo di batteria)
14. God Of Thunder (con assolo di basso di Gene Simmons, il quale poi sputa anche sangue)
15. Love Gun (Paul Stanley vola sopra la folla)
16. I Was Made For Lovin' You
17. Black Diamond

Bis
1. Beth (Eric Singer suona il pianoforte)
2. Do You Love Me
3. Rock And Roll All Nite

Tappa 10 – Australia
1. Detroit Rock City
2. Shout It Out Loud
3. Deuce
4. War Machine
5. Heaven's On Fire
6. I Love It Loud (Gene Simmons sputa fuoco)
7. Say Yeah
8. Cold Gin (con assolo di chitarra)
9. Lick It Up (con introduzione di Won't Get Fooled Again dei The Who)
10. Calling Dr. Love
11. Do You Love Me
12. Psycho Circus (suonata parzialmente, non terminata)
13. 100,000 Years (suonata soltanto la fine, con assolo di batteria)
14. God Of Thunder (con assolo di basso di Gene Simmons, il quale sputa anche sangue)
15. Love Gun (Paul Stanley vola sopra la folla)
16. I Was Made For Lovin' You
17. Black Diamond

Bis
1. Beth (Eric Singer suona il pianoforte)
2. Shandi
3. Rock And Roll All Nite

Stati Uniti/Hell & Heaven Metal Fest
1. Detroit Rock City
2. Shout It Out Loud
3. War Machine
4. Heaven's On Fire
5. I Love It Loud (Gene Simmons sputa fuoco)
6. Cold Gin (con assolo di chitarra)
7. Lick It Up (con introduzione di Won't Get Fooled Again dei The Who)
8. Calling Dr. Love
9. Psycho Circus (suonata parzialmente, non terminata)
10. 100,000 Years (suonata soltanto la fine, con assolo di batteria)
11. God Of Thunder (con assolo di basso di Gene Simmons, il quale sputa anche sangue)
12. Love Gun (Paul Stanley vola sopra la folla)
13. I Was Made For Lovin' You
14. Black Diamond

Bis
1. Do You Love Me
2. Rock And Roll All Nite

Piccola variazione della scaletta tra gli spettacoli
- Beth fu solo suonata a West Palm Beach il 21 settembre.

Tokyo
1. Detroit Rock City
2. Shout It Out Loud
3. Deuce
4. War Machine
5. Heaven's On Fire
6. I Love It Loud (Gene Simmons sputa fuoco)
7. Say Yeah
8. Cold Gin (con assolo di chitarra)
9. Lick It Up (con introduzione di Won't Get Fooled Again dei The Who)
10. Makin' Love
11. Calling Dr. Love
12. Psycho Circus (suonata parzialmente, non terminata)
13. 100,000 Years (suonata soltanto la fine, con assolo di batteria)
14. God Of Thunder (con assolo di basso di Gene Simmons, il quale sputa anche sangue)
15. Love Gun (Paul Stanley vola sopra la folla)
16. I Was Made For Lovin' You
17. Black Diamond

Bis
1. Beth (Eric Singer suona il pianoforte)
2. Do You Love Me
3. Rock And Roll All Nite

Tappa 11 – Sud America
1. Detroit Rock City
2. Shout It Out Loud
3. Deuce
4. War Machine
5. Heaven's On Fire
6. I Love It Loud (Gene Simmons sputa fuoco)
7. Say Yeah
8. Cold Gin (con assolo di chitarra)
9. Lick It Up (con introduzione di Won't Get Fooled Again dei The Who)
10. Makin' Love
11. Calling Dr. Love
12. Psycho Circus (suonata parzialmente, non terminata)
13. 100,000 Years (suonata soltanto la fine, con assolo di batteria)
14. God Of Thunder (con assolo di basso di Gene Simmons, il quale sputa anche sangue)
15. Love Gun (Paul Stanley vola sopra la folla)
16. I Was Made For Lovin' You
17. Black Diamond

Bis
1. Beth (Eric Singer suona il pianoforte)
2. Do You Love Me
3. Rock And Roll All Nite

Sonic Temple Art & Music Festival
1. Detroit Rock City
2. Shout It Out Loud
3. War Machine
4. Heaven's On Fire
5. I Love It Loud (Gene Simmons sputa fuoco)
6. Cold Gin (con assolo di chitarra)
7. Lick It Up (con introduzione di Won't Get Fooled Again dei The Who)
8. Calling Dr. Love
9. Psycho Circus (suonata parzialmente, non terminata)
10. 100,000 Years (suonata soltanto la fine, con assolo di batteria)
11. God Of Thunder (con assolo di basso di Gene Simmons, il quale sputa anche sangue)
12. Love Gun
13. I Was Made For Lovin' You
14. Black Diamond

Bis
1. Beth (Eric Singer suona il pianoforte)
2. Rock And Roll All Nite

Tappa 12 – Europa
1. Detroit Rock City
2. Shout It Out Loud
3. Deuce
4. War Machine
5. Heaven's On Fire
6. I Love It Loud (Gene Simmons sputa fuoco)
7. Say Yeah
8. Cold Gin (con assolo di chitarra)
9. Lick It Up (con introduzione di Won't Get Fooled Again dei The Who)
10. Makin' Love
11. Calling Dr. Love
12. Psycho Circus (suonata parzialmente, non terminata)
13. 100,000 Years (suonata soltanto la fine, con assolo di batteria)
14. God Of Thunder (con assolo di basso di Gene Simmons, il quale sputa anche sangue)
15. Love Gun (Paul Stanley vola sopra la folla)
16. I Was Made For Lovin' You
17. Black Diamond

Bis
1. Beth (Eric Singer suona il pianoforte)
2. Do You Love Me
3. Rock And Roll All Nite

Variazione leggera della scaletta tra gli spettacoli
- Do You Love Me fu rimossa dalla scaletta il 15 giugno 2023 ed I Was Made For Lovin' You prese il suo posto.

Crandon Rocks
1. Detroit Rock City
2. Shout It Out Loud
3. War Machine
4. Heaven's On Fire
5. I Love It Loud (Gene Simmons sputa fuoco)
6. Cold Gin (con assolo di chitarra)
7. Lick It Up (con introduzione di Won't Get Fooled Again dei The Who)
8. Calling Dr. Love
9. Psycho Circus (suonata parzialmente, non terminata)
10. 100,000 Years (suonata soltanto la fine, con assolo di batteria)
11. God Of Thunder (con assolo di basso di Gene Simmons, il quale sputa anche sangue)
12. Love Gun (Paul Stanley vola sopra la folla)
13. Black Diamond

Bis
1. Beth (Eric Singer suona il pianoforte)
2. I Was Made For Lovin' You
3. Rock And Roll All Nite

Sydney
1. Detroit Rock City
2. Shout It Out Loud
3. Deuce
4. War Machine
5. Heaven's On Fire
6. I Love It Loud (Gene Simmons sputa fuoco)
7. Say Yeah
8. Cold Gin (con assolo di chitarra)
9. Lick It Up (con introduzione di Won't Get Fooled Again dei The Who)
10. Makin' Love
11. Calling Dr. Love
12. Psycho Circus (suonata parzialmente, non terminata)
13. 100,000 Years (suonata soltanto la fine, con assolo di batteria)
14. God Of Thunder (con assolo di basso di Gene Simmons, il quale sputa anche sangue)
15. Love Gun (Paul Stanley vola sopra la folla)
16. Black Diamond

Bis
1. Beth (Eric Singer suona il pianoforte)
2. Shandi
3. I Was Made For Lovin' You
4. Rock And Roll All Nite

Tappa 13 – Nord America
1. Detroit Rock City
2. Shout It Out Loud
3. Deuce
4. War Machine
5. Heaven's On Fire
6. I Love It Loud (Gene Simmons sputa fuoco)
7. Say Yeah
8. Cold Gin (con assolo di chitarra)
9. Lick It Up (con introduzione di Won't Get Fooled Again dei The Who)
10. Calling Dr. Love
11. Makin' Love
12. Psycho Circus (suonata parzialmente, non terminata)
13. 100,000 Years (suonata soltanto la fine, con assolo di batteria)
14. God Of Thunder (con assolo di basso di Gene Simmons, il quale sputa anche sangue)
15. Love Gun (Paul Stanley vola sopra la folla)
16. I Was Made For Lovin' You
17. Black Diamond

Bis
1. Beth (Eric Singer suona il pianoforte)
2. Do You Love Me
3. Rock And Roll All Nite

## Formazione

### Kiss
- Paul Stanley – chitarra ritmica, voce
- Gene Simmons – basso, voce
- Tommy Thayer – chitarra solista, voce
- Eric Singer – batteria, voce

### Apparizioni di ospiti
- Yoshiki - pianoforte in Beth e batteria in Rock And Roll All Nite[141][142][143][144]